# Juan de Sevilla

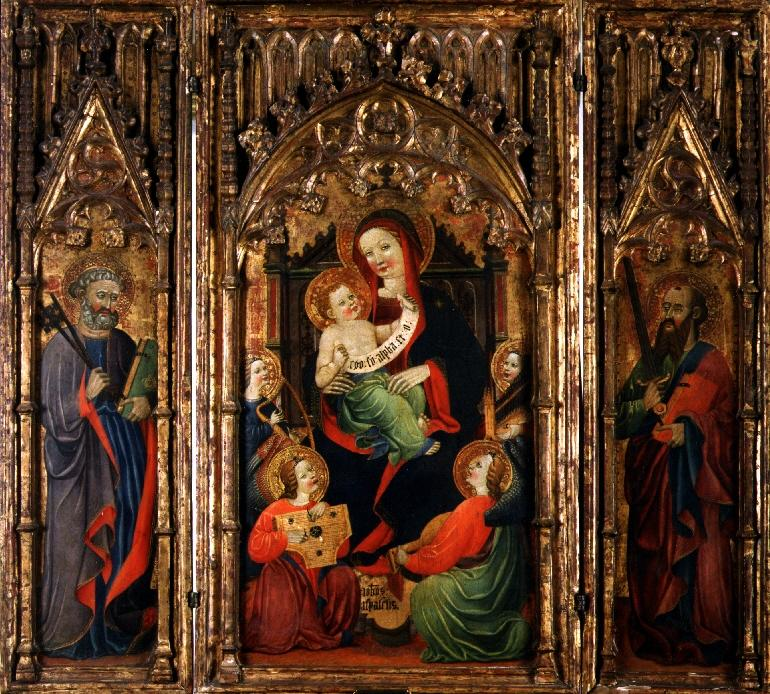
Tríptico de la Virgen con el Niño y ángeles músicos, temple de huevo sobre tabla, firmado Joh[an]n[e]s Hispalensis. Madrid, Museo Lázaro Galdiano.

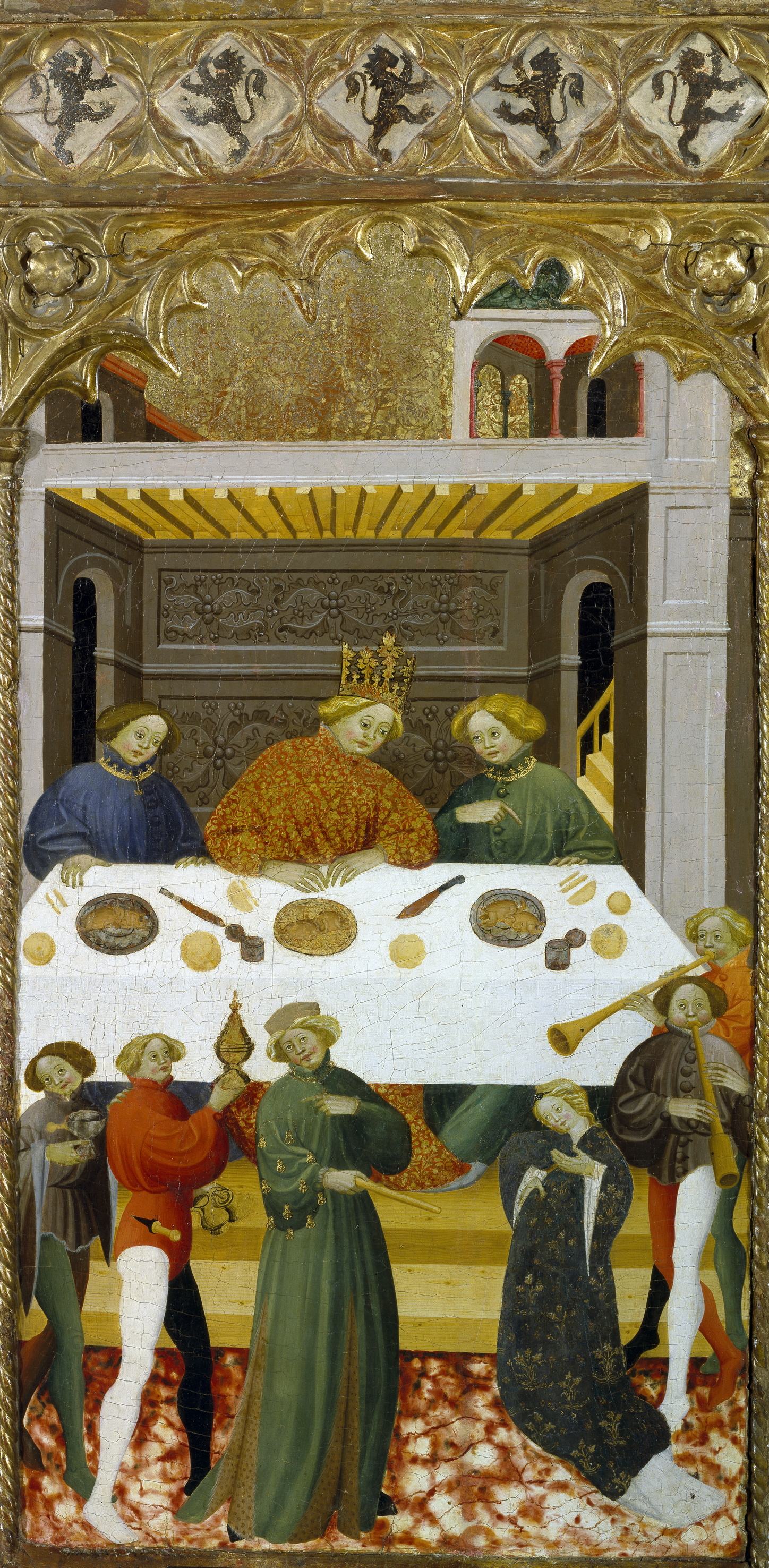
Banquete de Herodes, tabla del retablo de San Juan Bautista y Santa Catalina, temple sobre tabla, 161 x 155 cm, Madrid, Museo del Prado.

Juan Sevilla (fl. 1425-1450) fue un pintor gótico español, introductor en Castilla del estilo internacional.

## Biografía
Activo en la diócesis de Sigüenza en el segundo cuarto del siglo XV, Juan de Sevilla habría sido el autor del retablo de San Juan el Bautista y santa Catalina, encargado por Gastón de la Cerda, IV conde de Medinaceli o algún miembro de la familia de los infantes de la Cerda para la capilla de Santa Catalina de la catedral de Sigüenza. El retablo estuvo formado originalmente por banco y diez tablas, repartidas actualmente entre el Museo del Prado, propietario de la tabla central con los santos titulares y cuatro de las tablas laterales, y la propia catedral seguntina, aunque ahora en ubicación distinta del emplazamiento original en la capilla de Santa Catalina o de los Arce para la que se pintó. Su autor, a quien Chandler R. Post denominó Maestro de Sigüenza, fue identificado por José Gudiol Ricart con el autor de un tríptico de la Virgen con el Niño y ángeles músicos firmado Joh[an]n[e]s Hispalensis, con San Pedro y San Pablo en las tablas laterales. Este tríptico, propiedad del Museo Lázaro Galdiano, fue adquirido por José Lázaro en el comercio zaragozano, aunque la firma podría indicar la procedencia andaluza del pintor, al que también Gudiol Ricart identificó con un Juan de Peralta que firmó Johns Peraltis un San Andrés de colección privada parisina. El anónimo maestro de Sigüenza, Juan de Sevilla y Juan de Peralta serían de este modo un mismo pintor, de nombre Juan de Peralta y originario de Sevilla.
Algunas otras obras relacionadas con este maestro de personalidad compleja serían las tablas del retablo de San Andrés y san Antolín del Museo de Arte de Toledo (Ohio), procedente también de la catedral de Sigüenza, el Martirio de San Sebastián del Museo Cerralbo, con las armas de los de la Cerda y atribución a Juan de Peralta, la Coronación de la Virgen del Museo Hyacinthe-Rigaud de Perpiñán, procedente también de la capilla de los Arce de la catedral seguntina, aunque de retablo distinto al de San Juan y santa Catalina, y un San Lucas médico del Museo del Prado, pero las diferencias de estilo entre el más primitivo Juan Hispalense y el más expresivo Juan de Peralta han hecho que la identificación propuesta por Gudiol se haya visto posteriormente cuestionada, presumiéndose que Peralta pudiera haber sido discípulo y seguidor de Sevilla, lo que permitiría explicar tanto las diferencias como los vínculos que se pueden apreciar entre las obras firmadas de uno y otro.